# (37201) 2000 WS94
2000 WS94 (asteroide 37201) é um asteroide da cintura principal. Possui uma excentricidade de 0.09359710 e uma inclinação de 1.87504º.
Este asteroide foi descoberto no dia 21 de novembro de 2000 por LINEAR em Socorro.